# Ultra Records
Ultra Records est un label discographique indépendant américain d'EDM, basé à New York, dans l'État de New York. Il est fondé en 1995 à New York par Patrick Moxey, ancien directeur de PolyGram et Virgin Records, qui est toujours son propriétaire actuel. Il a travaillé notamment avec des artistes tels que Calvin Harris, Tiësto, Inna, Basshunter, ou encore David Guetta.

## Histoire
Ultra Records est fondé en 1995 à New York par Patrick Moxey, ancien directeur de PolyGram et Virgin Records. Moxey était actif sur la scène dance de Chicago depuis les années 1980 et quitte l'école de cinéma de l'université de New York en 1987 après une semaine de cours pour travailler à plein temps comme DJ. La première sortie d'Ultra Music est un vinyle de 12 pouces du DJ new-yorkais Roger Sanchez, que Moxey a produit avec 8 000 dollars américains empruntés ensemble. Par la suite, d'autres branches de l'entreprise (Ultra International Music Publishing, Empire Artist Management, Ultra Music Library) sont introduites et regroupées sous la marque Ultra Music. L'entreprise de musique a son siège social à New York et d'autres sites à Toronto, Los Angeles, Londres et Berlin,. Ultra se fait un nom dans les années 1990 avec des albums de compilation comme Ultra Dance et Ultra.chilled.
En 2006, Ultra Records rejoint l'Alternative Distribution Alliance (ADA), une branche de distribution de médias indépendants du Warner Music Group. Les sous-labels Sequence Records (reggae) et Escondida Records (musiques du monde) d'Ultra Records sont inclus dans le contrat,.
En janvier 2013, Ultra Music conclut une alliance stratégique avec Sony Music Entertainment. Dans le cadre de cette coopération, Sony rachète 50 % d'Ultra, ce qui lui permet d'utiliser l'infrastructure de Sony pour la distribution et la publicité. De plus, Sony Music met à disposition des morceaux de son catalogue de musique dance qu'Ultra Music peut inclure dans ses séries de compilations. Dans le cadre de cet accord, Patrick Moxey se voit confier le poste nouvellement créé de président de la division musique électronique de Sony Music Entertainment, sous la responsabilité directe du CEO Doug Morris.

## Sorties
Depuis sa création, le label sort plus de 10 000 supports sonores, en mettant l'accent sur les compilations et les singles. L'accent est désormais mis sur la publication sur des plateformes de streaming et sur YouTube. L'accent n'est plus mis sur les albums et les compilations, mais sur les singles. Le label réunit souvent des producteurs et des DJ qui remixent une chanson et la publient ensuite. Robin Schulz, dont le remix de la chanson Waves de Mr. Probz se classe numéro 1 dans plusieurs pays européens, ou Felix Jaehn, dont le remix de la chanson Cheerleader de Omi est un succès mondial, en sont des exemples.
Il exploite en outre une chaîne YouTube très fréquentée. En 2011, elle atteint pour la première fois plus de 100 millions de vues par mois et un total de plus de 1,3 milliard de vues, ce qui en fait la cinquième chaîne musicale la plus populaire. Au début de l'année 2016, Ultra avait publié 2 000 vidéos sur YouTube, qui totalisaient 4 milliards de vues. Certains artistes, comme Kygo, enregistre plus d'un milliard de streams sur Spotify rien qu'en 2015. 

## Compilations
- Club Anthems Vol. 1-3
- Ultra.Chilled 01-06
- Ultra Electro 1-3
- Ultra.Dance 01-13
- Ultra.Trance 1-10
- Out.Anthems Vol. 1-6
- Ultra.80's vs Electro 1
- Ultra.Club Classics: '90s 1
- Ultra.Video (DVD) 1-2
- Ultra.Weekend 1-8
- Ultra.Rock Remixed
- Ultra.2008
- Ultra.2009
- Ultra.2010
- Ultra.2011
- Ultra.2012
- Ultra.10 1
- Ultra Hits 1
- Ultra.Mix 1 - 3
- Just Dance 1 - 3
- Ultra.Latino 1
- Electric Daisy Carnival Vol. 1-2

## Groupes et artistes
- Above and Beyond
- Adrian Lux
- Alan Walker
- Alexandra Stan
- Alle Farben
- AronChupa
- Ashworth
- Atlas Bound
- Axwell
- Bakermat
- Bang La Decks
- Alina Baraz
- Basshunter
- Bearson
- Benny Benassi
- Black Coast
- Black Coffee
- Boehm
- Calvin Harris
- Carnage
- Chelsea Cutler
- Chris Malinchak
- Claude Vonstroke
- Deadmau5
- Deorro
- Don Diablo
- Era Istrefi
- Fedde le Grand
- Filatov & Karas
- Filous
- Flosstradamus
- Haux
- Headhunterz
- Iceleak
- International Baby
- Jackie Tech
- Kaleem Taylor
- Kap Slap
- Kaskade
- Klingande
- Krono
- Kygo
- Lil Jon
- Loco Dice
- London Future
- Lost Frequencies
- Louis The Child
- Luca Schreiner
- Luvian
- Mahama Data
- Mahmut Orhan
- Mako
- Martin Jensen
- Mont Rouge
- Mount
- Netsky
- OMI
- Panteros666
- Paul van Dyk
- Piko-Taro
- Point Point
- Polina Goudieva
- Project 46
- Shift K3y
- SNBRN
- Sofi Tukker
- SONDR
- Steve Aoki
- Tep No
- Tresor
- Virginia to Vegas